# 不爽炸
〈不爽炸〉是西班牙女歌手罗莎莉亚的單曲，由哥伦比亚唱片於2022年7月28日發行。〈不爽炸〉登上多國音樂排行榜，並在Spotify上取得優異成績